# Doire de Rhêmes
Pour les articles homonymes, voir Doire et Rhêmes (homonymie).
La Doire de Rhêmes est un affluent du torrent Savara, qui se jette à son tour dans la Doire Baltée. Il descend du Val de Rhêmes, dans la haute Vallée d'Aoste.

## Géographie
La Doire de Rhêmes naît à 2 700 mètres d'altitude par la confluence de plusieurs ruisseaux provenant des glaciers de Lavassey, du Fond, des Sauches et de la Tsanteleinaz, situés dans une zone dénommée Source de la Doire.
Il parcourt le val de Rhêmes avant de se jeter dans le Savara près de Villeneuve.

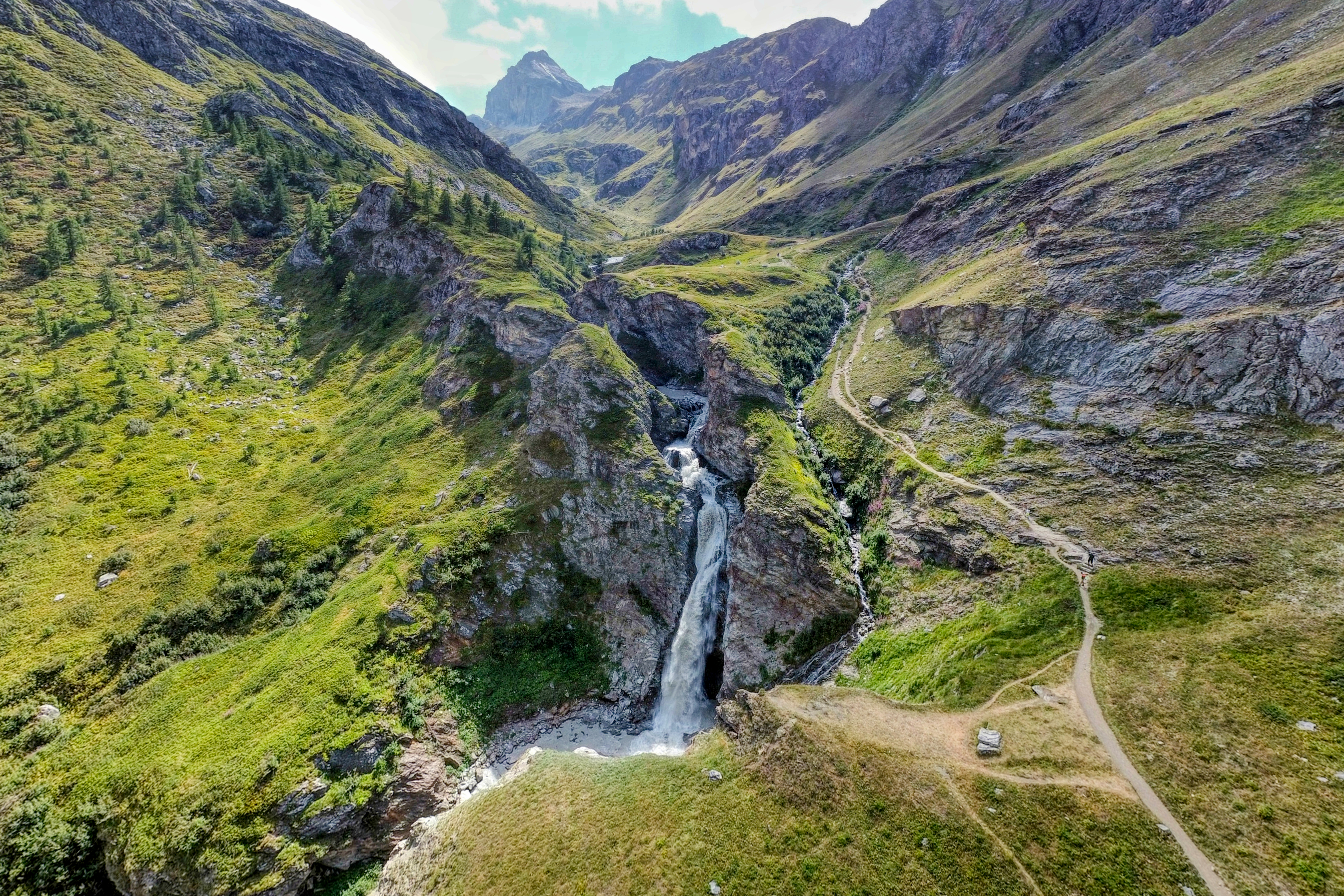
La cascade du torrent Barmaverain. À l'arrière-plan, la Granta Parey.